# GMC AC/AF
GMC AC/AF – samochód dostawczo-osobowy typu pickup klasy wyższej produkowany pod amerykańską marką GMC w latach 1939–1941.

## Historia i opis modelu

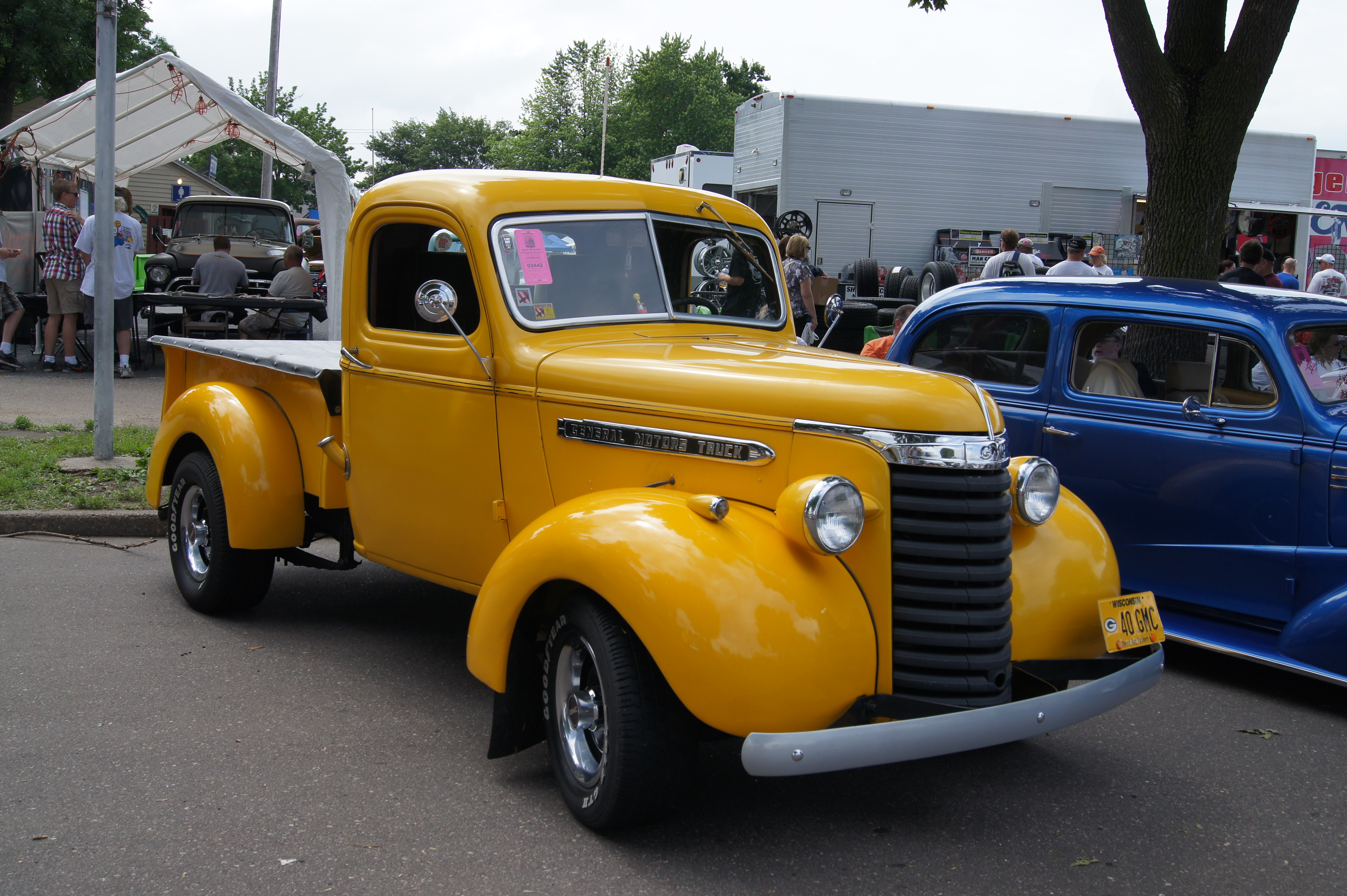
GMC AC/AF

W 1939 roku GMC zaprezentowało nową odsłonę sztandarowego pickupa, która zastąpiła w dotychczasowej ofercie model GMC T/F. Samochód zyskał przemodelowany pas przedni, z większą chromowaną atrapą chłodnicy i inaczej rozstawionymi reflektorami. Zmodyfikowany został też kształt paneli karoserii, a także wystrój kabiny pasażerskiej.

### Wersje
- AC14
- AF14

### Silnik
- L6 2.3l
- V8 3.5l